# Tepetate, Hidalgo
Tepetate är en ort i Mexiko.   Den ligger i kommunen Huejutla de Reyes och delstaten Hidalgo, i den sydöstra delen av landet, 210 km norr om huvudstaden Mexico City. Tepetate ligger 127 meter över havet och antalet invånare är 291.
Terrängen runt Tepetate är varierad. Runt Tepetate är det ganska tätbefolkat, med 65 invånare per kvadratkilometer. Närmaste större samhälle är Huejutla de Reyes, 7,6 km väster om Tepetate. Omgivningarna runt Tepetate är en mosaik av jordbruksmark och naturlig växtlighet.